# ۱۳۸۵ (خورشیدی)
سال ۱۳۸۵ هجری خورشیدی، سالی عادی است که از روز سه‌شنبه آغاز شد.
این سال مطابق با سال سگ است.

## رویدادها
فروردین
- فروردین - انتشار آلبوم پاپ کورن، شادمهر عقیلی.
- ۲۲ فروردین - اعلام تکمیل شدن چرخهٔ سوخت هسته‌ای توسط محمود احمدی‌نژاد، رئیس‌جمهور ایران.

اردیبهشت
- انتشار کاریکاتوری در هفته‌نامه «ایران جمعه» و سوئ تفاهم‌های ناشی از آن به تظاهرات‌های گسترده‌ای در تهران و مناطق آذری‌زبان منجر شد.

مرداد
- ۹ مرداد - فیدل کاسترو به دلیل خونریزی تحت عمل جراحی روده قرار گرفت و بخاطر بیماری از رهبری کوبا کنار رفت و رائول کاسترو برادرش را جانشین خود کرد.
- ِ ۳۱ مرداد - پاسخ ایران به بسته پیشنهادی کشورهای ۱+۵ توسط علی لاریجانی، دبیر شورای عالی امنیت ملی کشور به نمایندگان این کشورها در ایران داده شد.

شهریور
- ۲۷ شهریور: انوشه انصاری نخستین فضانورد ایرانی با فضاپیمای سایوز تی‌ام‌ای-۹ به مقصد ایستگاه فضایی بین‌المللی پرواز کرد.
- ۱ شهریور:انتشار آلبوم خودشه از حبیب و محمد محبیان

آبان
- سرشماری عمومی نفوس و مسکن در ایران،

## زادروزها

### فروردین
- ۳ فروردین - ماهان صادقی، بازیکن فوتبال
- ۲۲ فروردین - امیرمحمد رزاقی‌نیا، بازیکن فوتبال
- ۲۷ فروردین - محمدرضا شیرخانلو، بازیگر

### خرداد
- ۸ خرداد - سینا خلیلی، کشتی‌گیر
- ۲۴ خرداد - غزاله حسینی، وزنه‌بردار
- ۳۱ خرداد - بردیا دانشور، شطرنج‌باز

### مرداد
- ۱۵ مرداد - کسری طاهری، بازیکن فوتبال

### شهریور
- ۲ شهریور - هدیه آقایی، بازیکن هاکی روی یخ

### مهر
- ۹ مهر - آرشا شکوری، بازیکن فوتبال

### آبان
- ۳۰ آبان - سونیا رسولی واشقانی، شطرنج‌باز

### اسفند
- ۱۱ اسفند - ابوالفضل زاده عطار، بازیکن فوتبال
- ۱۳ اسفند - علی لندی، نوجوان فداکار

## درگذشت‌ها
فروردین

علی‌اکبر صنعتی

- ۲ - سروش خلیلی، بازیگر ایرانی (زادهٔ ۱۳۱۵)
- ۷ - منوچهر همایون‌پور، خواننده ایرانی (زاده ۱۳۰۳)
- ۱۳ - علی‌اکبر صنعتی، نقاش و مجسمه‌ساز ایرانی (زاده ۱۲۹۵)
- ۲۰ - روشن رامی، شاعر ایرانی (زاده ۱۳۱۵)
- ۲۷ - پوپک گلدره، بازیگر ایرانی (زادهٔ ۱۳۵۰)
- ۲۹ - محمدباقر محمودی، محقق و دین پژوه ایرانی (زاده ۱۳۰۲)

اردیبهشت

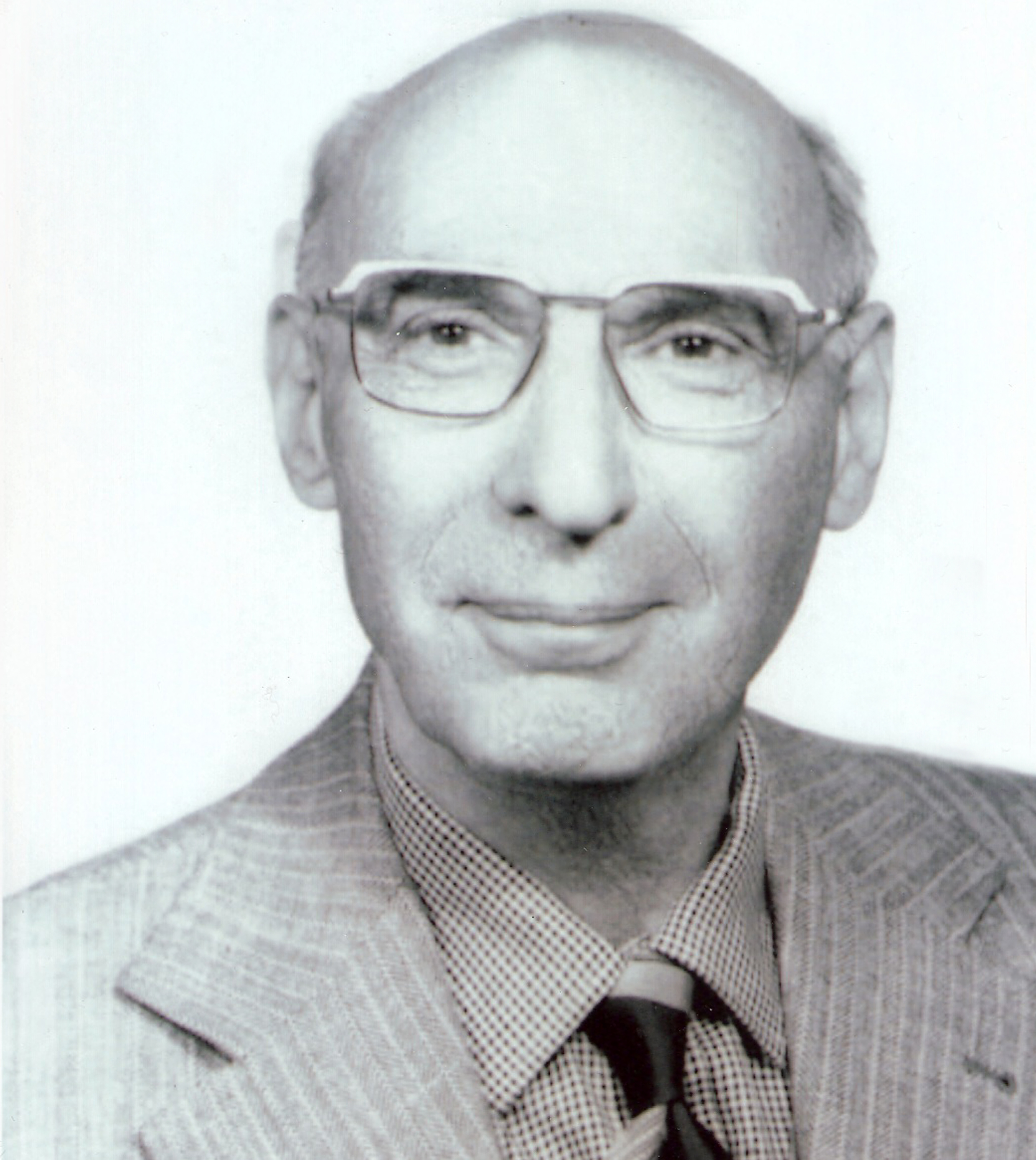
صبار فرمانفرمائیان

- ۱۴ - حسین کسبیان، بازیگر ایرانی (زاده ۱۳۱۲)
- ۱۶ - نعمت‌الله صالحی نجف‌آبادی، مجتهد ایرانی (زاده ۱۳۰۲)
- ۱۸ - حسن شهباز، نویسنده و مترجم (زادهٔ ۱۲۹۹)
- ۲۷ - محی‌الدین فاضل هرندی، از علمای شیعه (زاده ۱۳۱۳)
- ۲۹ - صبار فرمانفرمائیان، فرزند عبدالحسین میرزا فرمانفرما و استاندار فارس در دولت دکتر محمد مصدق (زاده ۱۲۹۱)

خرداد

محمود اعتمادزاده

- ۴ - یوسف پشندی، بازیگر ایرانی (زاده ۱۲۹۹)
- ۱۰ - محمود اعتمادزاده، نویسنده و مترجم (زادهٔ ۱۲۹۳)
- ۱۹ - تورج فرازمند، روزنامه‌نگار، مترجم و ادیب ایرانی (زاده ۱۳۰۱)

تیر

هوشنگ خانشقاقی

- ۱۰ - هوشنگ خانشقاقی، طراح و سازنده نخستین برج و بنای بلند مرتبه ایران (زاده ۱۲۹۹)
- ۱۶ - سید محمد جواد ذاکر طباطبایی، مداح مشهور ایرانی و یکی از پایه‌گذاران مداحی به سبک جدید (زاده ۱۳۵۵)
- ۲۵ - علیرضا شاپور شهبازی، باستان‌شناس، تاریخدان، نویسنده و متخصص در باستان‌شناسی دوران ایران هخامنشی (زاده ۱۳۲۱)

مرداد

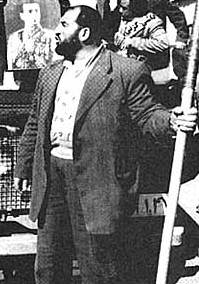
شعبان جعفری (شعبون بی مخ)

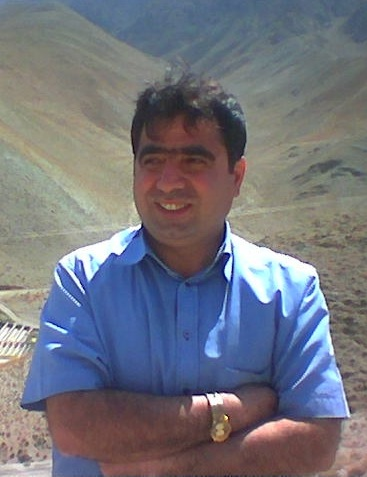
اکبر محمدی

- ۵ - جعفر بزرگی، خواننده و بازیگر ایرانی (زاده ۱۲۹۶)
- ۸ - اکبر محمدی (فعال دانشجویی)، فعال دانشجویی و نویسنده ایرانی {مرگ مشکوک در زندان} (زاده ۱۳۴۸)
- ۹ - ایرج گل‌افشان، تدوینگر ایرانی (زاده ۱۳۱۷)
- ۲۱ - حمید رخشانی، فیلم نامه‌نویس و کارگردان ایرانی (زاده ۱۳۳۵)
- ۲۲ - نوذر پرنگ، شاعر و ترانه‌سرا ایرانی (زاده ۱۳۱۶)
- ۲۸ - شعبان جعفری، از چهره‌های تأثیرگذار در ۲۸ مرداد سال ۱۳۳۲ (زادهٔ ۱۳۰۰)

شهریور
- ۶ - کمال الدین جناب، فیزیک‌دان ایرانی (زاده ۱۲۸۷)
- ۱۱ - ولی‌الله زمانی، سیاستمدار ایرانی (زاده ۱۳۱۶)

ژانت میخائیلی، تصویرگر مشهور کتاب‌های آموزشی کودکان، نوجوانان و دانش‌آموزان، برنده چندین جایزه ایرانی و بین‌المللی و نامزد دریافت جایزه ادبی آسترید لیندگرن
- ۱۹ - حسن خرمشاهی، سیاست‌مدار و عضو جبهه ملی ایران (زاده ۱۳۰۷)

مهر
- ۱ - جلال همتی، خواننده ایرانی (زاده ۱۳۱۵)
- ۱۱ - عمران صلاحی، شاعر، نویسنده، مترجم و طنزپرداز (زادهٔ ۱۳۲۵)
- ۱۴ - فریدون کشاورز، وزیر فرهنگ در دولت احمد قوام و از سران حزب توده (زاده ۱۲۸۶)
- ۳۰ - نرسی گرگیا، بازیگر ایرانی (زاده ۱۳۱۷)

آبان

عبدالعلی همایون (سرکار استوار)

- ۲ - بهمن صفوت، نویسنده و روزنامه‌نگار ایرانی (زاده ۱۳۱۹)
- ۳ - پرویز ملک‌زاده، فیلم‌بردار ایرانی (زاده ۱۳۲۳)
- ۱۰ - امیر شروان، کارگردان ایرانی (زاده ۱۳۰۸)
- ۱۲ - فریدون هویدا، سیاستمدار و نقاش و نویسنده ایرانی. (زاده ۱۳۰۳)

مسعود بختیاری، خواننده، ترانه‌سرا و آهنگساز ایرانی (زاده ۱۳۱۹)
- ۲۷ - عبدالعلی همایون، هنرمند نقش سرکار استوار (زادهٔ ۱۲۹۹)
- ۳۰ - میرزا جواد تبریزی، مرجع تقلید شیعه اهل ایران (زاده ۱۳۰۵)

آذر

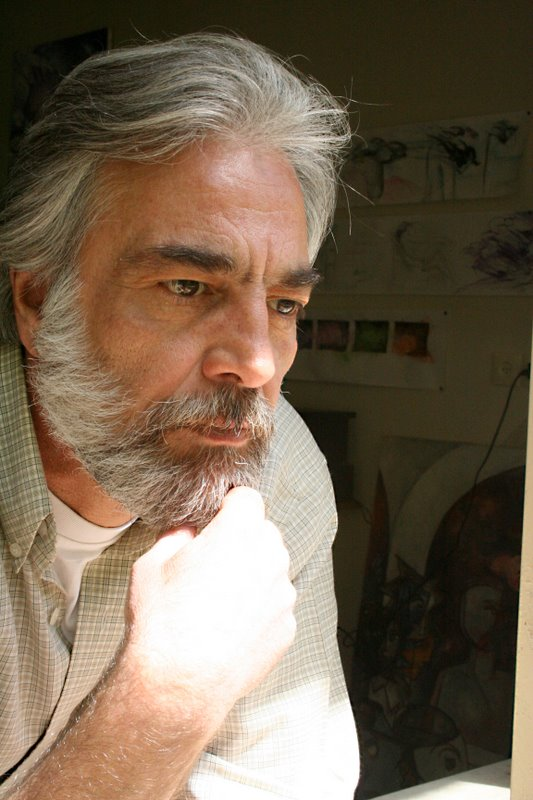
ایرج زند

فرخ غفاری

محمد محمدی اشتهاردی

- ۵ - بابک بیات، آهنگساز موسیقی فیلم و ترانه‌های ایرانی (زادهٔ ۱۳۲۵)
- ۹ - لطف‌الله هنرفر، نویسنده و اصفهان‌شناس ایرانی (زاده ۱۲۹۸)
- ۱۷ - احمد قدکچیان، بازیگر ایرانی (زادهٔ ۱۲۹۹)
- ۱۸ - منوچهر مظفریان، نویسنده ایرانی (زاده ۱۳۱۱)
- ۲۲ - هراچ کاراپتیان، نگارگر، مینیاتوریست و نقاش ایرانی ارمنی‌تبار (زاده ۱۳۲۲)
- ۲۳ - ایرج زند، نقاش و مجسمه‌ساز ایرانی (زاده ۱۳۲۹)
- ۲۶ - فرخ غفاری، مستندساز، منتقد و مورخ ایرانی (زاده ۱۳۰۰)
- ۲۸ - محمد محمدی اشتهاردی، مفسر قرآن، نویسنده و محقق (زاده ۱۳۲۳)
- ۲۹ - ناصر عبداللهی، خواننده پاپ ایرانی (زادهٔ ۱۳۴۹)
- ۳۰ - احمدقلی احمدی، نوازنده دوتار ایرانی (زاده ۱۳۰۴)

دی

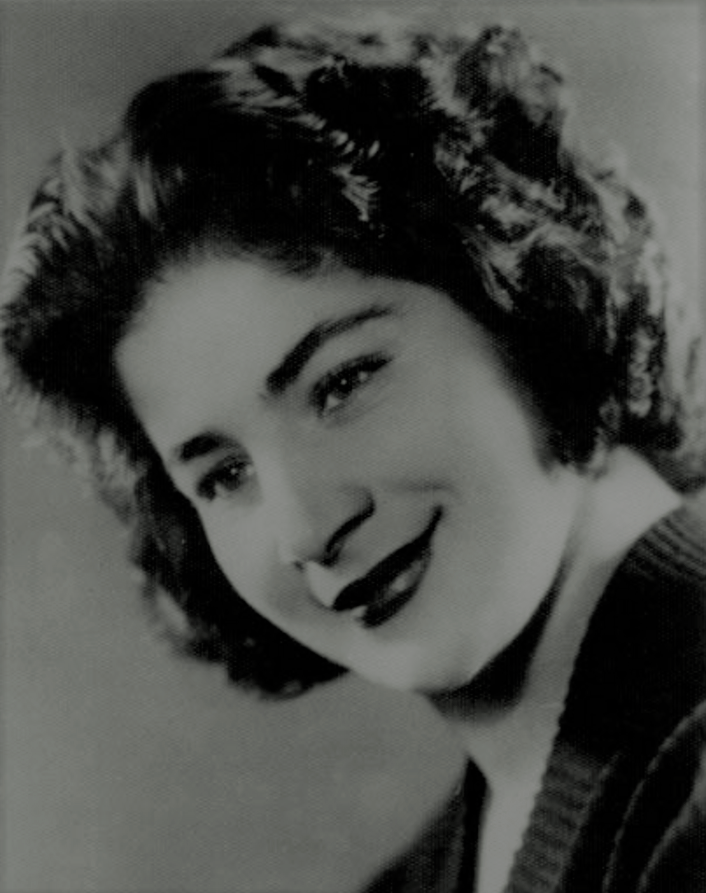
آفت

- دی - مصطفی کسروی، آهنگساز ایرانی (زاده ۱۳۰۲)
- ۲ - آوریل داوودی، رهبر مذهبی جامعه یهودیان ایران (زاده ۱۳۰۰)
- ۶ - آفت (خواننده)، خواننده لاله زاری ایرانی (زاده ۱۳۱۳)
- ۷ _ جمال کریمی راد، وزیر دادگستری ایران بر اثر سانحه رانندگی. (زاده ۱۳۳۵)
- ۹ - اعدام صدام حسین، رئیس‌جمهور پیشین عراق
- ۱۸ - علی دوانی، نویسنده و محقق ایرانی (زاده ۱۳۰۸)

بهمن

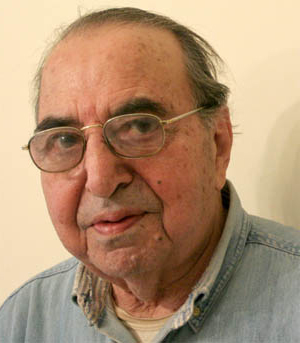
اصغر پارسا

- ۱۱ - فریدون معتمد وزیری، سیاستمدار و استاد دانشگاه (زاده ۱۳۰۱)
- ۱۳ - پرویز یاحقی، موسیقی‌دان ایرانی و نوازندهٔ ویولون (زادهٔ ۱۳۱۵)
- ۱۵ - فرامرز ویسی، شاعر و منتقد ادبی اهل ایران (زاده ۱۳۳۴)
- ۱۶ - اصغر پارسا، سخنگوی فراکسیون جبههٔ ملی (زاده ۱۲۹۴)
- ۲۰ - حسن اسماعیل‌زاده، نقاش قهوه‌خانه ای (زاده ۱۳۰۱)
- ۲۸ - محمد خواجوی‌ها، بازیگر ایرانی (زاده ۱۳۰۷)

اسفند

مجید دوامی

- اسفند - نظام‌الدین موحد، سیاست‌مدار ایرانی (زاده ۱۲۹۶)
- ۵ - علیرضا اسپهبد، نقاش ایرانی (زاده ۱۳۳۰)
- ۶ - منصور سینکی، مدرس و نوازنده تار (زاده ۱۳۳۳)
- ۷ - دکتر محمدهادی شفیعی‌ها، ریاضی‌دان و مترجم ایرانی (زاده ۱۲۹۸)
- ۱۰ - ابوتراب مظهری، شاعر ایرانی (زاده ۱۳۰۲)
- ۱۵ - رسول ملاقلی‌پور، نویسنده و کارگردان (زاده ۱۳۳۴)
- ۱۶ - مجید دوامی، روزنامه‌نگار و از طرفداران دکتر محمد مصدق. اهل ایران (زاده ۱۳۰۸)
- ۲۰ - خسرو شایگان، دوبلور ایرانی (زاده ۱۳۱۷)